# Teorema di Castigliano
Il teorema di Castigliano è un importante teorema della statica delle strutture, alla base del metodo di Castigliano, dovuto all'ingegnere e matematico italiano Carlo Alberto Castigliano. Tramite questo teorema è possibile calcolare agevolmente la rigidezza di una struttura.

## Enunciato e considerazioni sull'utilizzo
L'enunciato originale recita:
«...lo spostamento (o rotazione) di un elemento solido elastico è definito dalla derivata parziale del lavoro di deformazione, espresso in funzione delle forze (o dei momenti) esterni, eseguita rispetto a una di tali forze che sia applicata all'elemento considerato nel punto e nella direzione dello spostamento desiderato...»
In termini analitici, detta F una forza qualsiasi agente su una struttura, {\displaystyle u} lo spostamento in corrispondenza del punto di applicazione della forza ed in direzione della forza stessa, e U l'energia elastica di deformazione avremo:
La dimostrazione di questo teorema è facilmente comprensibile se si pensa che il lavoro di una forza è dato dal prodotto di essa per lo spostamento provocato lungo la sua direzione, ed è uguale all'energia di deformazione elastica del sistema, trascurando gli attriti, per la conservazione dell'energia.
Generalmente il teorema è utilizzato per il calcolo degli spostamenti di una struttura, o meglio per il calcolo della rigidezza di una struttura caricata con un carico di prova. Calcolata l'energia di deformazione elastica con la teoria tecnica delle travi, basterà derivare per calcolare lo spostamento, e infine la rigidezza sarà il rapporto fra la forza e lo spostamento provocato.